# .243 Winchester
.243 Winchester (6×52mm) — широко поширений мисливський гвинтівковий набій, створений у 1955 році компанією Winchester на базі патрона .308 Win. Розроблений для вармінтингу, він також використовується для самооборони від хижаків та полювання на таких тварин, як койот, білохвостий та чорнохвостий олені, вилоріг та вепр. Цей патрон також може використовуватися проти більших звірів, таких як ведмідь барибал та олень вапіті, та його потужність може бути недостатньою для цих цілей. Кулі вагою понад 90 гран є кращим вибором для полювання на більших тварин, тоді як менші 90 гран більш придатні для вармінтингу.

## Історія

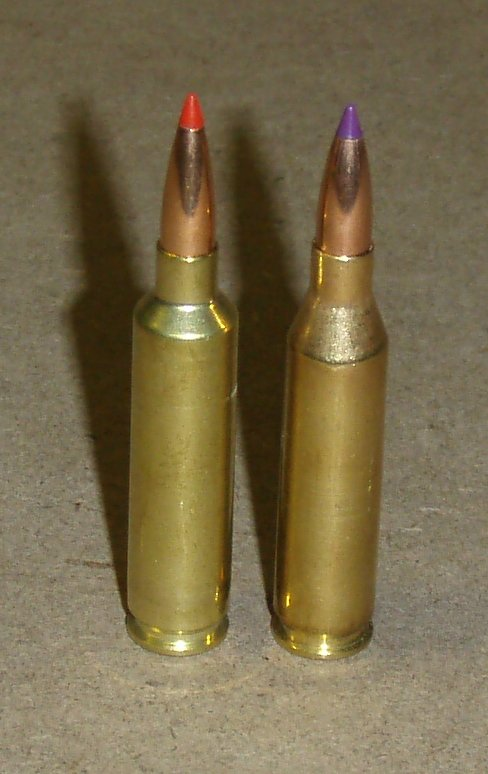
.243 Winchester Improved (зліва) та .243 Winchester

Набій був уперше представлений у 1955 році та призначався для гвинтівок із ковзним затвором Winchester Model 70 та гвинтівок важільної дії Model 88 та швидко став популярним серед спортивних стрільців серед усього світу. Кожний великий виробник зброї має у своєму асортименті гвинтівки у цьому калібрі.
Окрім спортивного використання .243 також деякий час застосовувався спеціальними підрозділами SWAT Департаменту поліції Лос-Анджелеса.
Зброяр P. O. Ackley розробив покращену версію цього патрона разом із родиною інших подібним чином вдосконалених набоїв Ackley Improved Cartridges, що зветься .243 Winchester Improved (Ackley). Подібно до інших покращених ним таким чином патронів, він має більш круте плече гільзи, що збільшує її місткість на 10 % та дає відповідне збільшення швидкості. Обидва варіанти .243 є гарним вибором для полювання на оленів.

## Характеристики

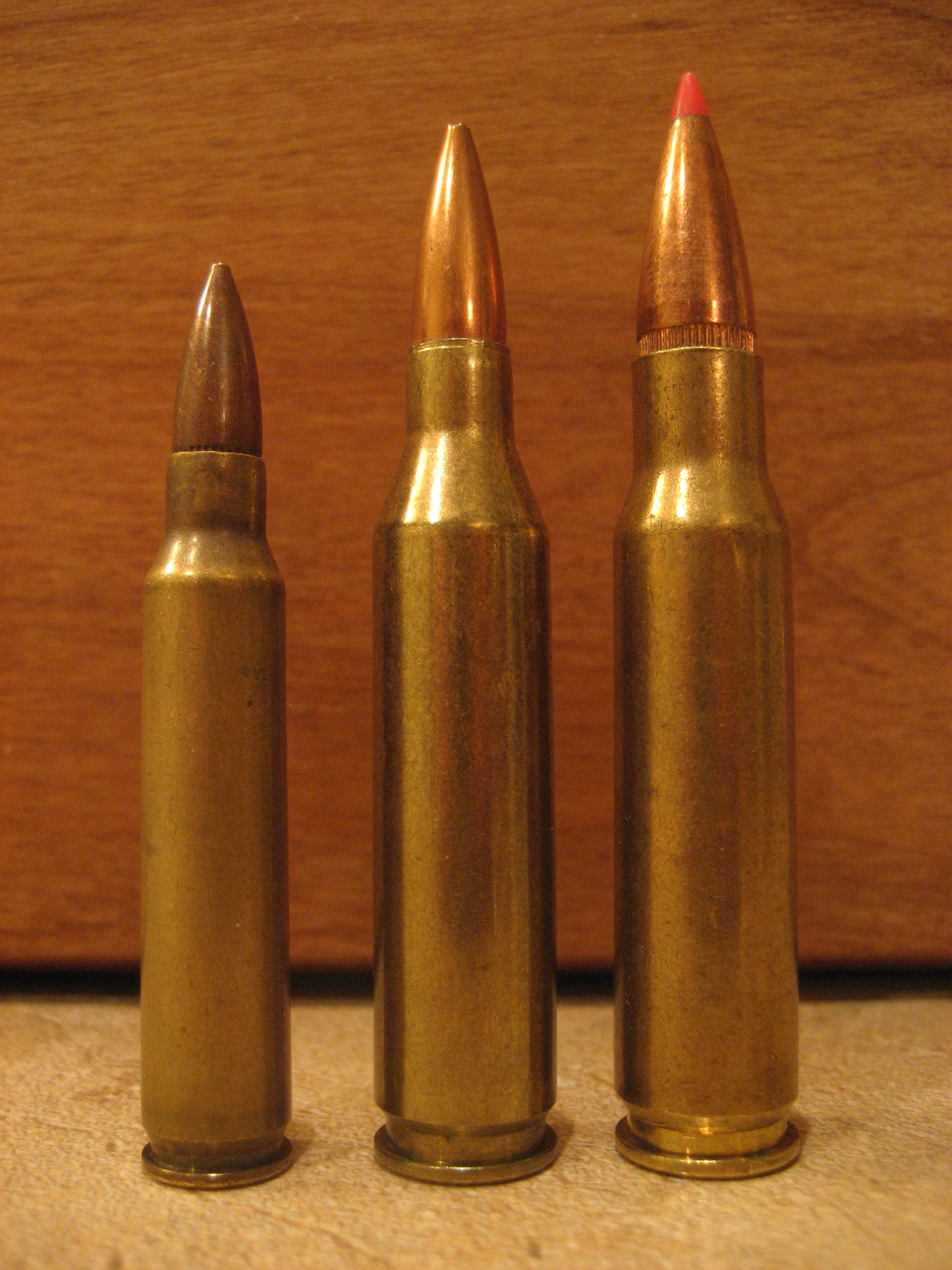
Зліва направо .223 Remington, .243 Winchester, .308 Winchester

Набій .243 Winchester надає кулі вагою 100 гран (6,6 г) швидкість 2,960 фут/с (902,21 м/с) при стрільбі з 24-дюймового (610 мм) ствола. Наявні у продажу патрони споряджаються кулями вагою від 55 гран (3,6 г) до 115 гран (6,8 г). Крок нарізів ствола залежить від типу використовуваних куль, крок 1:10 є найбільш поширеним та забезпечує добру стабілізацію куль вагою 100 гран. Проте для куль з низьким аеродинамічним коефіцієнтом та куль вагою більше 100 гран необхідний крок нарізів від 1:8 до 1:7.